# Centrum Informatyczne Trójmiejskiej Akademickiej Sieci Komputerowej
Centrum Informatyczne Trójmiejskiej Akademickiej Sieci Komputerowej, CI TASK – ośrodek zapewniający środowisku akademickiemu Trójmiasta dostęp do krajowej i światowej sieci informatycznej
oraz utrzymujący i udostępniający komputery dużej mocy obliczeniowej i oprogramowanie naukowe. Samodzielna jednostka organizacyjna afiliowana przy Politechnice Gdańskiej.

## Centrum Informatyczne
Zadaniem Centrum Informatycznego TASK jest zapewnienie środowisku akademickiemu Trójmiasta dostępu do krajowej i światowej sieci informatycznej
oraz utrzymanie i udostępnianie komputerów dużej mocy obliczeniowej i oprogramowania naukowego.
Centrum realizuje swoje zadania m.in. poprzez budowę i stały rozwój sieci TASK, utrzymywanie serwisów sieciowych
FTP, UseNet, DNS oraz współpracę z innymi ośrodkami sieciowymi. Na wyposażeniu Centrum znajdują się komputery dużej mocy, które są udostępniane zdalnie środowisku naukowemu. Bardziej znaczące serwery obliczeniowe dotychczas eksploatowane przez Centrum to serwer obliczeniowy Holk - klaster
oparty na 288 dwurdzeniowych procesorach Itanium 2, o maksymalnej teoretycznej mocy obliczeniowej 3,2 TFLOPS oraz uruchomiony 3 kwietnia 2008 superkomputer Galera o teoretycznej mocy obliczeniowej 50 TFLOPS. Obecnie (2016) głównym superkomputerem jest Tryton – klaster o mocy 1,48 PFLOPS. 

## Trójmiejska Akademicka Sieć Komputerowa
Trójmiejska Akademicka Sieć Komputerowa, TASK – rozległa sieć
łącząca ośrodki naukowe, oświatowe i administracji publicznej Trójmiasta i Pomorza. TASK spina
kilkadziesiąt sieci LAN oraz posiada łącza do głównych operatorów
Internetu w Polsce. Z sieci TASK korzysta bezpośrednio lub pośrednio
kilkadziesiąt tysięcy osób.
Sieć TASK obejmuje swoim zasięgiem obszar całego Trójmiasta od Wejherowa po Górki Wschodnie oraz na bazie infrastruktury sieci PIONIER obejmuje ponad połowę powiatów Regionu Pomorza. Infrastruktura kablowa miejskiej sieci komputerowej TASK liczy 283 km kabli światłowodowych w tym 65 km włókien w kablach światłowodowych należących do innych instytucji na zasadzie współpracy bądź użyczenia i jest stale rozbudowywana oraz modernizowana. Węzły szkieletowe sieci TASK są zlokalizowane w siedzibach największych uczelni i instytucji naukowych. Infrastruktura wyposażona jest w 113 węzłów sieciowych oraz 56 węzłów dostępowych pracujących w szkielecie sieci w technologii 10 Gigabit Ethernet oraz oferujących łącza dostępowe o przepustowościach od 10 Mb/s do 10 Gb/s. W sieci obsługującej kilkadziesiąt tysięcy użytkowników pracuje kilkadziesiąt tysięcy komputerów. TASK posiada punkty styku z głównymi operatorami telekomunikacyjnymi w Polsce, jest też uczestnikiem krajowej sieci optycznej dla nauki i społeczeństwa informacyjnego PIONIER.

## Historia
Deklarację utworzenia sieci komputerowej podpisały w 1991 roku 4 uczelnie:
Politechnika Gdańska, Akademia Medyczna,
Akademia Wychowania
Fizycznego i Uniwersytet Gdański.
Dzięki otrzymanym w następnym roku środkom finansowym,
w oparciu o wydzierżawioną od Telekomunikacji Polskiej infrastrukturę, wdrożono sieć o przepustowości 9,6 Kb/s. Powstał też zespół roboczy którego zadaniem było opracowanie koncepcji budowy sieci miejskiej dla celów nauki. Ustalono, że sieć będzie miała niekomercyjny charakter i będzie służyć szkołom
wyższym oraz jednostkom Polskiej Akademii Nauk.
Podstawowym założeniem technicznym była budowa szkieletu sieci na światłowodzie
jednomodowym z zastosowaniem technologii FDDI (transmisja danych linią
światłowodową) o prędkości 100 Mb/s, umożliwiającej wykorzystanie sieci
również do transmisji sygnałów multimedialnych. W 1993 roku na bazie udostępnionych nieodpłatnie przez firmy TPSA oraz PTK SA łączy powstały pierwsze odcinki światłowodowej sieci szkieletowej łączącej Gdańsk, Sopot i Gdynię.
Kolejnym krokiem było połączenie z siecią krajową NASK (2 Mb/s). Na tym etapie niezbędne stało się powołanie jednostki organizacyjnej do zarządzania siecią TASK. W kwietniu 1994 roku decyzją Rektora Politechniki Gdańskiej powołano Centrum Informatyczne Trójmiejskiej Akademickiej Sieci Komputerowej z siedzibą w gmachu głównym Politechniki Gdańskiej. Pierwszym dyrektorem Centrum został Mścisław Nakonieczny.
Od 2008 roku CI TASK mieści się w nowym gmachu Wydziału ETI PG.
W 2023 roku CI TASK uruchomiło nowy budynek CK STOS, który stał się jego nową siedzibą.